# Gabriel Montesi
Gabriel Montesi (Genzano di Roma, 10 agosto 1992) è un attore italiano.

## Biografia
Nato a Genzano di Roma, è cresciuto ad Aprilia, in provincia di Latina. Ha iniziato ad appassionarsi alla recitazione dopo aver partecipato al laboratorio di recitazione teatrale "Teatro Finestra" ad Aprilia, in seguito ha preso parte a diversi corsi e laboratori a Roma per poi entrare alla Scuola d'arte cinematografica Gian Maria Volonté, dove si è diplomato nel 2019.
Tra il 2013 e il 2024 Montesi ha ottenuto i primi ruoli in produzioni televisive come Un medico in famiglia e Il restauratore. Il debutto cinematografico è avvenuto nel 2014 con una piccola parte in Pasolini di Abel Ferrara. Nel 2019 impersonato Adieis ne Il primo re di Matteo Rovere.
Nel 2020 recita nel ruolo di Amelio Guerrini nel film Favolacce di Damiano e Fabio D'Innocenzo, ruolo che gli vale la sua prima candidatura ai David di Donatello per il miglior attore non protagonista. Nello stesso anno torna a recitare in televisione nella serie Romulus, in due episodi della miniserie Speravo de morì prima, dedicata alla storia di Francesco Totti. Dal 2021 recita nella serie televisiva di Sky Atlantic Christian.
Nel 2022 è presente nel cast dei film Siccità di Paolo Virzì, Io sono l'abisso di Donato Carrisi e nel film suddiviso in sei episodi Esterno notte di Marco Bellocchio, ottenendo con quest'ultimo ruolo la sua prima candidatura ai Nastri d'argento - Grandi Serie al migliore attore non protagonista.
Nel 2024 recita nei film Campo di battaglia di Gianni Amelio e Sei fratelli di Simone Godano, ottenendo per quest'ultima interpretazione una candidatura ai Nastri d'argento. Sempre nel 2024 torna a recitare per Damiano e Fabio D'Innocenzo nella miniserie Dostoevskij, ottenendo la sua seconda candidatura ai Nastri d'argento - Grandi Serie al miglior attore non protagonista.

## Filmografia

### Cinema
- Pasolini, regia di Abel Ferrara (2014)
- Dead Country, regia di Giovanni Roviaro (2015)
- Carmen, regia di Gianluca Della Monica (2016)
- Made in Italy, regia di Luciano Ligabue (2018)
- La partita, regia di Francesco Carnesecchi (2018)
- Il primo re, regia di Matteo Rovere (2019)
- Il campione, regia di Leonardo D'Agostini (2019)
- A Tor Bella Monaca non piove mai, regia di Marco Bocci (2019)
- Favolacce, regia di Damiano e Fabio D'Innocenzo (2020)
- Esterno notte, regia di Marco Bellocchio (2022)
- Siccità, regia di Paolo Virzì (2022)
- Io sono l'abisso, regia di Donato Carrisi (2022)
- Non credo in niente, regia di Alessandro Marzullo (2023)
- El paraíso, regia di Enrico Maria Artale (2023)
- Sei fratelli, regia di Simone Godano (2024)
- Campo di battaglia, regia di Gianni Amelio (2024)

### Televisione
- Un medico in famiglia – serie TV (2013)
- Il restauratore – serie TV (2014)
- Provaci ancora prof! – serie TV (2015)
- Boris Giuliano - Un poliziotto a Palermo – miniserie TV (2015)
- Romulus – serie TV (2020)
- Speravo de morì prima – miniserie TV, episodi 3-5 (2021)
- Christian – serie TV (2022-in corso)
- Dostoevskij, regia di Damiano e Fabio D'Innocenzo – miniserie TV (2024)

## Teatro
- Pinocchio di Carlo Collodi, regia di Raffaele Calabrese (2013)
- L'anniversario di Anton Čechov, regia di Natalia Florenskaia (2014)
- L'orso di Anton Čechov, regia di Natalia Florenskaia (2014)
- Le Grammatic Voudeville francese, regia di Natalia Florenskaia (2014)
- Il compleanno di Harold Pinter, regia di Natalia Florenskaia (2014)
- Il colloquio di Matteo Tilibetti, regia di Natalia Florenskaia (2014)
- Strega di Anton Čechov, regia di Natalia Florenskaia (2015)
- Progetto ecologia sociale di Giorgio Serafini Prosperi, regia di Natalia Florenskaia (2015)

## Riconoscimenti
- David di Donatello
  - 2021 – Candidatura al miglior attore non protagonista per Favolacce[14]
- Nastro d'argento
  - 2024 – Candidatura al miglior attore in un film commedia per Sei fratelli[15]

- Nastri d'argento - Grandi Serie
  - 2023 – Candidatura al migliore attore non protagonista per Esterno notte[10]
  - 2025 – Candidatura al migliore attore non protagonista per Dostoevskij[16]